# Fist of the North Star: Lost Paradise
Fist of the North Star: Lost Paradise, conocido en Japón como Hokuto Ga Gotoku (北斗が如く?) es un videojuego de acción basado en el manga Hokuto no Ken, desarrollado por el Ryu ga Gotoku Studio de Sega, el mismo equipo de producción y desarrollo encargado de la serie Yakuza. El título es exclusivo para la consola PlayStation 4 y su fecha de estreno en Japón se produjo el 8 de marzo de 2018. Mientras que su lanzamiento en occidente se llevó a cabo el 2 de octubre de 2018.
La trama del juego es una historia original separada del manga o anime pero supervisada por Tetsuo Hara. En este nuevo argumento, Kenshiro debe ir a la ciudad posapocalíptica de Eden en busca de su amada Yuria, quien ha sido secuestrada.

## Jugabilidad
El estilo de juego es un clásico Beat 'em up con combos y movimientos especiales. También ofrece la posibilidad de explorar la ciudad de Eden y los lugares que ésta ofrece. También incluye algunos minijuegos.
En enero de 2018, Sega mostró un tráiler de una hora de gameplay enfocado a la acción del juego.

## Desarrollo
Fist of the North Star: Lost Paradise fue revelado en un corto de Yakuza, donde se mostraba a su protagonista, Kazuma Kiryu, enfrentando a un enemigo cuando de pronto éste se convertía en un vándalo posapocalíptico y Kiryu se convertía en Kenshiro mientras decía su frase célebre "Omae wa mou shindeiru" (Ya estás muerto).
Nagoshi reveló que Fist of the North Star: Lost Paradise utilizaría el motor gráfico que fue utilizado en el juego Yakuza Kiwami, con ciertas mejoras y sombreados al estilo manga. Nagoshi explicó que no se arriesgó a utilizar el motor Dragon Engine que se usó en Yakuza 6: The Song of Life y en Yakuza Kiwami 2 porque era un motor al que le faltaba evolucionar y quiso utilizar un motor ya probado en varios lanzamientos.
En agosto de 2017, la revista Famitsu público imágenes exclusivas de los personajes del juego, así como se confirmó que Tetsuo Hara estaba involucrado en el diseño de personajes para el juego.
En diciembre de 2017, Sega lanzó al aire un comercial para la televisión en el que, además de mostrar escenas del juego, invitaba a los fanes a ir a un DAM Karaoke y grabar sus gritos y gemidos de dolor para tener la posibilidad de que su voz aparezca entre las víctimas de Kenshiro, y su nombre en los créditos del juego. El concurso estuvo disponible desde el 18 de diciembre de 2017 al 14 de enero de 2018.
Una demo del juego se publicó en Japón a inicios de febrero de 2018. A mediados de junio de 2018, Sega anunció que el videojuego sería lanzado en occidente, con el nombre de Fist of the North Star: Lost Paradise y que su fecha de estreno sería el 2 de octubre del mismo año. Esta versión occidental del juego incluye el doblaje de voces en japonés y en inglés.

## Ediciones
En Japón se pusieron a la venta dos ediciones del juego simultáneamente. La edición estándar que incluye el juego en formato físico y la edición Century’s End Premium, que incluye el juego en formato físico además de un código para desbloquear una skin especial para Kenshiro que lo convierte en el protagonista de Yakuza, Kazuma Kiryu. Además contiene ítems especiales, música original del anime para el juego y un tema para PlayStation 4.

## Reparto de voces
El juego cuenta con los mismos actores de voz (seiyus) de Yakuza. Siendo el más importante Takaya Kuroda, voz habitual de Kazuma Kiryu, esta vez interpretando a Kenshiro.
| Personaje | Seiyu              |
| Kenshiro  | Takaya Kuroda      |
| Shin      | Kazuhiro Nakaya    |
| Yuria     | Aya Hisakawa       |
| Raoh      | Masami Iwasaki     |
| Rei       | Toshiyuki Morikawa |
| Toki      | Shunsuke Sakuya    |
| Airi      | Ryoko Shiraishi    |
| Rihaku    | Kazuhiro Yamaji    |
| Jagi      | Hidenari Ugaki     |
| Uighur    | Naomi Kusumi       |
| Souther   | Hiroki Tochi       |